# Terminalia kleinii
A Terminalia kleinii, conhecida em Santa Catarina como guarajuva ou guarajuava, é uma das árvores mais imponentes da floresta tropical atlântica da região. É uma espécie climácica.
O nome kleinii vem de uma homenagem ao naturalista Roberto Miguel Klein, grande estudioso das florestas catarinenses.
Em São Paulo foi descrita a Buchenavia kleinii var. paulensis (nomenclatura antiga), por N.F. Mattos, em 1975, nativa no Jardim Botânico de São Paulo.

## Características
A coloração marrom escura de seu fuste (cor da casca), geralmente alto e retilíneo, se destaca na floresta. As sapopemas bem formadas das árvores mais desenvolvidas colaboram para reforçar sua distinção.
Suas folhas lembram as da Ocotea pulchella, possuindo inclusive tufos de pelos nas junções das nervuras secundárias com a principal, porém a posição mais terminal das folhas nos ramos, pode ser usadas para caracterizar a Terminalia kleinii em distinção à outra.
A ascensão à copa de uma planta de mais de 25 m, consiste em uma experiência única. Nesta posição pode-se perceber sua copa ampla, de galhada tendendo a horizontal, geralmente com leve ascendência. Os frutos são drupas de 2,5 – 1 cm e de cor amarelo pálido quando maduros.

### Fenologia
A dispersão das sementes é zoocórica (por animais).

## Ocorrência
Sendo endémica, é encontrada no Brasil nos estados do Espírito Santo, Rio de Janeiro, São Paulo, Santa Catarina e Paraná. Ocorre na floresta ombrófila (Floresta pluvial) dos litorais do sudeste e sul.

## Usos
A madeira é muito durável, tendo vários usos. Hoje a gurajuva é rara devido à destruição das florestas.

## Sinônimos Relevantes
- Buchenavia igarataensis N.F. Mattos
- Buchenavia iguaratensis N.F.Mattos
- Buchenavia kleinii var. paulensis N.F.Mattos
- Buchenavia kleinii Exell
- Buchenavia kleinii Exell var. kleinii